# Palazzo Casnedi
Palazzo Casnedi è un edificio storico di Milano situato in via San Tomaso 5.

## Storia e descrizione
La casa fu eretta a partire dal 1775 ad opera del Piermarini, che progettò un edificio a sette aperture che si articola su tre piani. Il fronte del palazzo è racchiuso ai lati da bugne in granito, che riprendono e rafforzano l'andamento delle lesene lungo tutta la facciata: tali partiture verticali, assieme all'uso di fasce marcapiano a scandire le partiture orizzontali, sono una decorazione ampiamente utilizzata nelle sue opere dal Piermarini. Al centro della facciata è il portale a con arco a tutto sesto racchiuso da due lesene in granito rosa che reggono mensole di ordine dorico che sorreggono a loro volta il balcone a balaustri del piano nobile.
Il piano nobile è decorato con finestre architravate sormontate da modanature rettilinee. All'interno si trova il cortile porticato a tre aperture, con colonne di ordine dorico che reggono alternativamente archi e volte architravate. All'interno, al piano nobile, si trova il salone d'onore decorato con stucchi e affreschi di Giocondo Albertolli e Domenico Pozzi.